# Jungchina-Vereinigung
Die Jungchina-Vereinigung (少年中國學會 / 少年中国学会,  Shàonián zhōngguó xuéhuì, englisch Young China Association) oder  Jungchinesische Vereinigung war eine politisch-gesellschaftliche Gruppierung in der Republik China, die zwischen 1918 und 1925 existierte. Sie war historisch von Bedeutung, da sie als wichtige Denkfabrik in der noch jungen chinesischen Republik fungierte und da in ihr viele später bedeutende Politiker Chinas erstmals politisch aktiv wurden. Nachdem sich nach 1921 viele ihrer Mitglieder der neu gegründeten Kommunistischen Partei anschlossen, wurde die Vereinigung durch innere programmatische Streitigkeiten paralysiert. Um den Kommunisten zu begegnen, gründeten andere Mitglieder 1923 in Paris die Jungchina-Partei (中國青年黨). 1925 löste sich die Jungchina-Vereinigung endgültig auf.

## Geschichte

### Gründung und Grundsätze

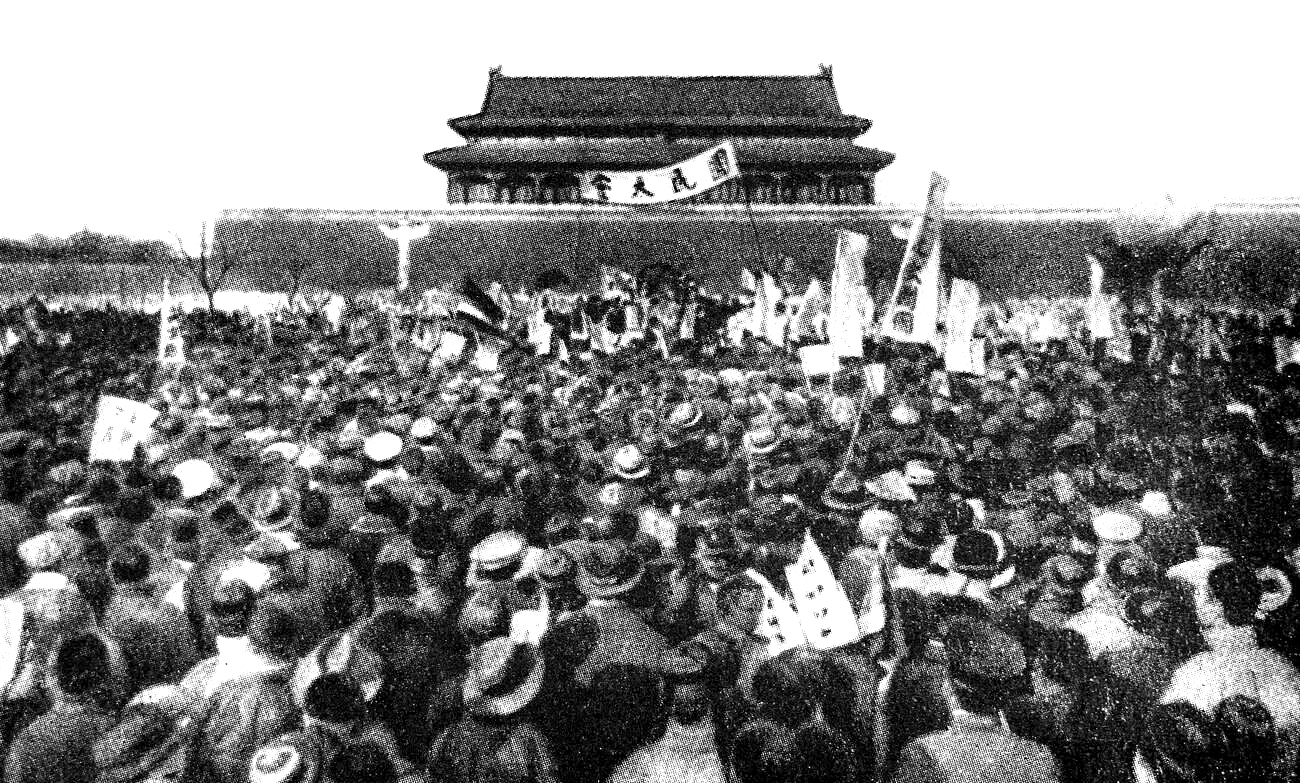
Chinesische Demonstranten vor dem Tor des Himmlischen Friedens im Rahmen der Vierte-Mai-Bewegung (1919)

Die Jungchina-Vereinigung wurde vor dem Hintergrund der Bewegung des vierten Mai gegründet. Diese Bewegung entstand aus der Enttäuschung über den Ausgang des Ersten Weltkrieges, der China nicht die erhoffte internationale Gleichberechtigung mit den westlichen Mächten und Japan gebracht hatte. Aus Protest insbesondere gegen die zunehmende Einflussnahme Japans in China beschlossen die an japanischen Universitäten studierenden chinesischen Studenten in ihr Heimatland zurückzukehren. Im Rahmen dieser Bewegung bildeten sich zahlreiche Diskussionszirkel, in denen sich Intellektuelle, Studenten und Wissenschaftler trafen, um die Ereignisse und daraus abzuleitende Konsequenzen zu diskutieren.
Am 30. Juni 1918 wurde die Jungchina-Vereinigung durch eine kleine Gruppe chinesischer Studenten in Peking gegründet. Die aus Japan zurückgekehrten Studenten bildeten später einen Kern der Vereinigung. Die Vereinigung gab sich erst ein Jahr später, am 1. Juli 1919, einen formellen Rahmen und eine Satzung. Sie hatte kein festes Programm und nur eine lockere Organisationsform. Die ihr zugrundeliegende Idee war die, durch soziales Engagement ihrer Mitglieder auf wissenschaftlicher Basis die gesellschaftlich-politische Entwicklung Chinas voranzutreiben. Zum Motto wählte sich die Vereinigung vier schlagwortartige Grundsätze:
- 奮鬥,  Fèndòu – Streben, Kampfgeist
- 實踐,  Shíjiàn – Praxissinn, Pragmatismus
- 堅忍,  Jiānrěn – Ausdauer
- 儉樸,  Jiǎnpǔ – Einfachheit, Genügsamkeit

Die Leitlinien waren von bemerkenswert unpolitischer und unideologischer Natur. Die ideologischen Überzeugungen der einzelnen Mitglieder – wenn sie überhaupt schon klar ausgebildet waren – waren sehr unterschiedlich und reichten von Nationalismus über Kosmopolitismus, Sozialismus bis zu Anarchismus. Trotzdem war offensichtlich soviel Toleranz anderer Meinungen vorhanden, dass sich alle in einer gemeinsamen Gruppe zusammenfanden. Die Vereinigung lehnte direktes politisches Engagement ab und wollte sich nach dem Ziel ihrer Gründer ganz auf die „wissenschaftliche“ Diskussion beschränken und konzentrieren. Die Jungchina-Vereinigung war zu diesem Zeitpunkt eine von vielen ähnlichen Gesellschaften in China, die sich im weiteren Kontext der Bewegung für eine Neue Kultur mit der gegenwärtigen Lage und Zukunft des Landes auseinandersetzten. Sie wurde von vielen chinesischen Zeitgenossen als die bedeutendste und vielversprechendste derartige Gruppierung angesehen.
Die Zahl der Mitglieder der Vereinigung war zu keinem Zeitpunkt sehr groß und lag im Juli 1919 bei etwa 40 und in späteren Zeiten nur wenig über 100.
Zu den Mitgliedern der Vereinigung zählten Li Dazhao, Mao Zedong, Zhang Wentian, Yun Daiying, Deng Zhongxia und Gao Junyu, die alle später Führungspositionen in der Kommunistischen Partei Chinas einnahmen. Auf der anderen Seite waren Zeng Qi, Li Huang und Yu Jiaju, die späteren Mitbegründer der nationalistisch-antikommunistischen Jungchina-Partei, ebenfalls Mitglieder. Außerdem waren in der Vereinigung viele Künstler und Intellektuelle versammelt, wie der Philosoph Fang Dongmei und die Schriftsteller Zong Baihua, Tian Han, Zuo Shunsheng und Liu Guojun.

### Namensgebung
Der Name der Vereinigung war einem Konzept entlehnt, das in den vorangegangenen Jahrzehnten entstanden war. Der Begriff „Jungchina“ wurde durch den chinesischen Reformer und Intellektuellen Liang Qichao (梁啟超) geprägt, der 1900 in der Zeitung Qing Yi Bao (清議報, engl. Titel: The China Discussion) einen Essay „Über das junge China“ (少年中国说) veröffentlichte, in der er zur Reform des alten Qing-Reiches und zur Erneuerung Chinas aufrief. In seinem Artikel argumentierte Liang, dass China trotz des Alters seiner Kultur im Grunde genommen eine junge Nation sei, da das Kaiserreich China kein Nationalstaat gewesen sei, sondern quasi feudaler Privatbesitz einer Herrscherdynastie.
Der Jungchina-Begriff wurde in einem Artikel „Jungchina in einer sozialen Perspektive“, der im Februar 1914 in der Zeitschrift 東方雜誌,  Dōngfāng zázhì, englisch Eastern Miscellany – „Fernöstliches Magazin“ erschienen war, aufgegriffen. Der Autor namens Fang verglich darin die etwa ein Jahr zuvor begründete Republik China mit dem Osmanischen Reich und den Jungtürken. In seinem Artikel legte Fang den Akzent mehr auf die soziale Entwicklung, als auf die Begründung der Nation.
Die Initiatoren der Jungchina-Vereinigung nahmen mit der Namenswahl diese vorgeprägten Begrifflichkeiten auf und brachten damit zugleich zum Ausdruck, dass die von ihnen gegründete Vereinigung wesentlich von Studenten und jüngeren Intellektuellen, also der chinesischen Jugend getragen wurde. Jungchina stand damit für den Aufbruch und die Erneuerung des alten China durch die chinesische Jugend.

### Weitere Entwicklung

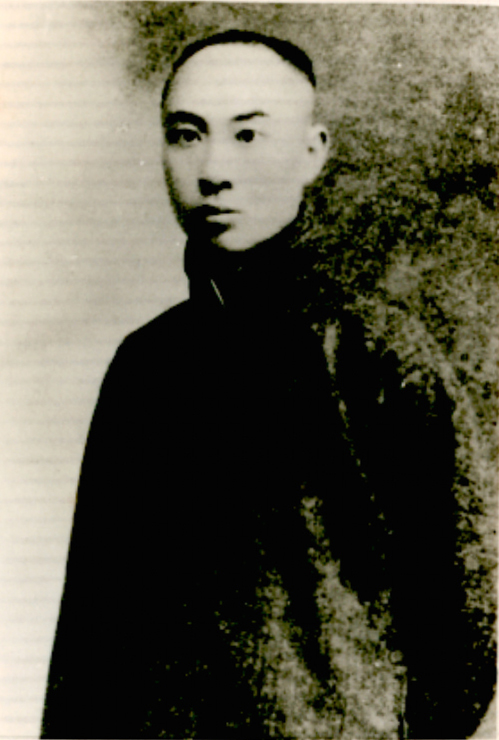
Wang Guangqi (ca. 1919)

Die Vereinigung gab eine Monatszeitschrift (少年中國月刊, englisch Journal of Young China Association (JYCA) – „Jungchina monatlich“) heraus, die zwischen Juli 1919 und Mai 1924 erschien und in der aktuelle gesellschaftliche Fragen wie die Diskussion um den Kommunismus, die Synthese westlicher und chinesischer Traditionen, Frauenrechte, die Rolle der Religion etc., besprochen wurden.
In den Jahren 1919–1920 (bis zu seinem Weggang nach Deutschland) war Wang Guangqi (王光祈) als Vorsitzender des Exekutivkomitees und de facto Herausgeber des JYCA die führende Persönlichkeit der Vereinigung. Anfänglich bestand eine starke landsmannschaftliche Prägung, da mehr als 60 Prozent der Mitglieder aus der Provinz Sichuan kamen. Durch den Zustrom neuer Mitglieder nivellierte sich dies in den folgenden Jahren allmählich. Zentren der  Aktivitäten waren Peking, Chengdu in Sichuan und Nanjing. Ein viertes Zentrum war Paris, wo sich chinesische Studenten organisiert hatten. Die restlichen Mitglieder lebten verstreut in China und im Ausland. Beispielsweise war Mao Zedong in der Provinz Hunan tätig.

## Zerfall und Auflösung
Die heterogene Natur der Vereinigung wurde in den Jahren nach 1921 immer offenbarer. Das Ereignis, das entscheidend zur Spaltung der Jungchina-Vereinigung beitrug, war die Gründung der Kommunistischen Partei Chinas 1921 in Shanghai. Im Gegensatz zur locker organisierten und ideologisch heterogenen Jungchina-Vereinigung hatte die KPCh ein klares ideologisches Programm und eine straffe Organisation. Die Kommunisten versuchten, die Vereinigung für ihre Zwecke umzugestalten und zu instrumentalisieren. In Peking stellten sie die Mehrheit, in Nanjing bildeten sie jedoch nur eine Minderheit. Auf dem Kongress vom 1. bis 4. Juli 1921 in Nanjing wurde die Spaltung offensichtlich und setzte sich auf den folgenden Zusammenkünften, die jeweils nur von einigen wenigen Personen besucht wurden, fort, so dass die Vereinigung praktisch beschluss- und handlungsunfähig wurde. Das letzte Treffen fand vom 17. Juli bis 20. Juli 1925 in Nanjing statt und endete ergebnislos. Ab diesem Zeitpunkt konnte die Vereinigung als aufgelöst gelten. Das Publikationsorgan ‚Jungchina monatlich‘ (JYCA) hatte sein Erscheinen bereits im Mai 1924 eingestellt.
Am 2. Dezember 1923 hatten Mitglieder der Vereinigung in Paris, um dem zunehmenden Einfluss der Kommunisten zu begegnen, bereits eine neue Partei, die Jungchina-Partei gegründet.